# Unterer Breyeller See
Das Naturschutzgebiet Unterer Breyeller See liegt auf dem Gebiet der Stadt Nettetal im Kreis Viersen in Nordrhein-Westfalen. Das etwa 6,77 ha große Gebiet, das im Jahr 1984 unter Naturschutz gestellt wurde, erstreckt sich nördlich der Anschlussstelle „Nettetal“ der Bundesautobahn 61.